# Stålstuten
Stålstuten är en bergstopp i Antarktis. Den ligger i Östantarktis. Norge gör anspråk på området. Toppen på Stålstuten är 2 608 meter över havet, eller 284 meter över den omgivande terrängen. Bredden vid basen är 2,2 km.
Terrängen runt Stålstuten är varierad. Trakten är obefolkad. Det finns inga samhällen i närheten. 